# 郑攻盟、向之战
郑攻盟、向之战，是指在郑庄公图霸中原时，郑军攻克盟、向二地作戰。
前712年（周桓王八年、鲁隐公十一年），周桓王在郑国取得邬（今河南省登封市西）、刘（今河南省偃师市南）、蒍（今河南省孟津县东）、邘（今河南省沁阳市西北）的土田，却给了郑国人原来属于苏忿生的土田：温、原、絺、樊、隰郕、攒茅、向、盟、州、陉、隤、怀。前705年（周桓王十五年、鲁桓公七年）夏，盟邑（今河南省孟州市南）、向邑（今河南省济源市南）向郑国求和，不久又背叛郑国。秋，郑军、齐军、卫军攻打盟邑、向邑。周桓王把盟邑、向邑的百姓迁到郏地。